# Kup europskih prvaka 1969./70. (vaterpolo)
Kup europskih prvaka 1969./70. igralo je 8 momčadi. Po dvije iz svake skupine prošle su u poluzavršnicu. Iz prve skupine prošli su Pro Recco i Barcelona (ispali CSKA Sofija i Olympiakos). Iz druge skupine prošli su Mladost i Orvosegyetem, a ispali SKK Stockholm i De Robben.
Poluzavršnica
- Mladost -  Barcelona 4:1, 3:2 (ukupno 7:3)
- Orvosegyetem -  Pro Recco 5:3, 6:10 (ukupno 11:13)

Završnica
- Mladost- Pro Recco 5:3, 2:3 (ukupno 7:6)

- prvak Europe 1969./70.:  Mladost (treći (uzastopni) naslov)
  - Karlo Stipanić, Ivo Trumbić, Ozren Bonačić, Zlatko Šimenc, Ronald Lopatny, Matošić, Miroslav Poljak, Jeger, Marijan Žužej, Posojević, Mikac, Hebel. Trener: Seifert[1]